# Suka Rami (Selebar)
Suka Rami is een bestuurslaag in het regentschap Bengkulu van de provincie Bengkulu, Indonesië. Suka Rami telt 6882 inwoners (volkstelling 2010).